# Phân biệt chủng tộc ngược
Phân biệt chủng tộc ngược hoặc phân biệt đối xử ngược  là khái niệm hành động khẳng định và các chương trình ý thức màu tương tự để khắc phục bất bình đẳng chủng tộc là một hình thức phân biệt chủng tộc chống người da trắng.  Khái niệm này thường gắn liền với các phong trào xã hội bảo thủ   và niềm tin rằng lợi ích kinh tế và xã hội của người da đen ở Hoa Kỳ và các nơi khác gây ra những bất lợi cho người da trắng.  
Niềm tin vào phân biệt chủng tộc ngược đang lan rộng ở Hoa Kỳ; tuy nhiên, có rất ít hoặc không có bằng chứng thực nghiệm nào cho thấy người Mỹ da trắng phải chịu sự phân biệt đối xử có hệ thống.  thiểu số chủng tộc và dân tộc nói chung thiếu sức mạnh để gây thiệt hại đến lợi ích của người da trắng, người vẫn là nhóm chiếm ưu thế ở Mỹ  Các tuyên bố phân biệt chủng tộc ngược lại xu hướng bỏ qua sự chênh lệch như vậy trong thực thi quyền lực và quyền hạn, mà các học giả tranh luận tạo thành một thành phần thiết yếu của phân biệt chủng tộc.    
Các cáo buộc phân biệt chủng tộc ngược bởi những người phản đối chính sách hành động khẳng định bắt đầu nổi lên vào những năm 1970  và đã tạo thành một phần của phản ứng chủng tộc chống lại lợi ích xã hội của người da màu.  Trong khi Hoa Kỳ chi phối cuộc tranh luận về vấn đề này, khái niệm phân biệt chủng tộc ngược đã được sử dụng trên phạm vi quốc tế ở một mức độ nào đó mà quyền lực tối cao đã giảm đi, chẳng hạn như ở Nam Phi thời hậu Apartheid. 

## Tham chiếu
1. 1 2
2. 1 2
3. 1 2 3 4 5 6  Ansell (2013).
4. 1 2

1. ↑    - "Not much sober empirical study has been applied to the subject, but the studies that do exist find little evidence that reverse racism in fact exists." (Ansell 2013, tr. 137)
  - "While there is no empirical basis for white people experiencing 'reverse racism', this view is held by a large number of Americans." (Spanierman & Cabrera 2014, tr. 16)
  - "[T]here is no evidence that [reverse racism] is a social fact, or that a pattern of disadvantageous outcomes for white people qua white people exists." (Garner 2017, tr. 185)